# Sotsu
Sotsu é uma empresa de entretenimento japonesa. Sua meta principal é planejar e produzir programas animados e desenhar e comercializar negócios de personagens para animação e jogos de beisebol. Também planeja eventos de beisebol e vendas de negócios de personagens. As operações são cuidadas através das seguintes divisões: mídia, licenciamento e esportes.

## História
Foi fundada em 1965 como Toyo Agency (東洋エージェンシー, Tōyō Ējenshī), sendo designada pela equipe de beisebol Yomiuri Giants como sua principal agência para o planejamento e distribuição dos interesses de merchandising da equipe. Em 1977, mudou seu nome para Sotsu Agency (創通エージェンシー, Sōtsū Ējenshī). A agência foi primeiro listada na bolsa de valores JASDAQ em 2003. em 1º de Abril de 2007, a companhia mudou seu nome para o atual.
Envolveu-se na produção e licenciamento de inúmeros programas de televisão, começando em 1972 com Thunder Mask. Sua primeira série de animes em que esteve envolvida na produção foi Invincible Super Man Zambot 3, depois do qual produziu inúmeros outros. Em 1979, produziu Mobile Suit Gundam. Esteve mais recentemente envolvida na produção de Gundam – Tekketsu no Orphan 2, eleito um dos cinco melhores animes de 2016.